# پیومبینو دزه
پیومبینو دزه (به ایتالیایی: Piombino Dese) یک کومونه در ایتالیا است که در استان پادووا واقع شده‌است. پیومبینو دزه ۲۹٫۵ کیلومتر مربع مساحت و ۸٬۹۶۳ نفر جمعیت دارد.